# Henri Cuq
Henri Cuq (ur. 12 marca 1942 w Tuluzie, zm. 11 czerwca 2010 w Paryżu) – francuski polityk, były minister delegowany, wieloletni parlamentarzysta.

## Życiorys
Absolwent Instytutu Nauk Politycznych w Tuluzie. Początkowo pracował jako komisarz policji. Zaangażował się w działalność polityczną, przystępując do gaullistowskiego Zgromadzenia na rzecz Republiki. Przez kilka lat był szefem gabinetu politycznego Jacques'a Chiraca, w okresie gdy ten pełnił funkcję mera Paryża.
Od 1986 do 1988 po raz pierwszy sprawował mandat posła do Zgromadzenia Narodowego z departamentu Ariège. Następnie do 2004 reprezentował nieprzerwanie w niższej izbie parlamentu jeden z okręgów departamentu Yvelines. Był też radnym i wiceprzewodniczącym rady generalnej tego departamentu.
31 marca 2004 został ministrem delegowanym ds. kontaktów z parlamentem w rządzie Jean-Pierre'a Raffarina. Funkcję tę pełnił także do 15 maja 2007 w gabinecie Dominique'a de Villepin. W wyborach parlamentarnych w tym samym roku ponownie został posłem z ramienia Unii na rzecz Ruchu Ludowego. Zmarł w trakcie kadencji.